# Pasari
Pasari fou un efímer principat de l'Índia, feudatari d'Orccha que va existir la primera meitat del segle XVIII.
Vers el 1690 el maharajà d'Orchha, Udot Singh, va donar al seu germà Diwan Rai Singh, el jagir de Baragaon i a la seva mort es va dividir en vuit hasht (parts) entre els seus fills (Bhaiya = germans) i es van formar vuit estats entre els quals el de Pasari; extinta la branca els seus dominis es van repartir entre els dels estats veïns del mateix origen.